# دیونه (آبدانان)
دیونه یک منطقهٔ مسکونی در ایران است که در دهستان جابرانصار واقع شده‌است. براساس سرشماری مرکز آمار ایران در سال ۱۳۹۵، دیونه ۱۶۸ نفر جمعیت دارد.